# Biton roeweri
Espèce
Synonymes
- Bitonella roeweri Lawrence, 1935

Biton roeweri est une espèce de solifuges de la famille des Daesiidae.

## Distribution
Cette espèce est endémique du Zimbabwe.

## Étymologie
Cette espèce est nommée en l'honneur de Carl Friedrich Roewer.

## Publication originale
- Lawrence, 1935 : New South African Solifugae. Transactions of the Royal Society of South Africa, vol. 23, no 1, p. 71–90.